# Civil Rights Defenders
Civil Rights Defenders (CRD), thành lập 1982, là một tổ chức phi lợi nhuận mục đích cải thiện nhân quyền.

## Lịch sử
Civil Rights Defenders (Trước đó có tên là ủy ban Helsinki Thụy Điển về Nhân quyền) nguyên thủy là một phần của phong trào Helsinki. Trong thời chiến tranh lạnh, một thỏa hiệp được ký kết bởi các quốc gia hai Khối phía Đông và phía Tây tại thủ đô Phần Lan 1975. Việc này đã gây cảm hứng cho các công dân ở khắp Âu Châu và Hoa Kỳ thành lập những tổ chức phi chính phủ để quan sát chính phủ của họ để đảm bảo nhân quyền được tôn trọng. Các ủy ban Helsinki về Nhân quyền phát triển bao gồm trên 40 tổ chức.

## Hoạt động
Civil Rights Defenders hoạt động ở Thụy Điển, Trung Á, Đông Nam Á, Tây Balkan và Đông Âu. Họ cũng cố gắng thiết lập một hoạt động chung ở Đông Phi, bao gồm cả vùng Sừng Châu Phi. Họ hoạt động để cải thiện quyền của người dân được tự do và công lý bằng cách củng cố sự tôn trọng các quyền về dân sư cũng như chính trị, hỗ trợ những người liều mình bảo vệ nhân quyền. Civil Rights Defenders xem xét và phê phán luật lệ, các nhà cầm quyền lập pháp và tư pháp, quyền lực của chính phủ và các người lập chính sách về phương diện nhân quyền. Tổ chức được điều hành bởi Robert Hårdh, giám đốc điều hành, và Percy Bratt, chủ tịch hội đồng.

## Giải thưởng Người bảo vệ nhân quyền
Giải thưởng Người bảo vệ nhân quyền của CRD được thành lập từ năm 2013, để trao cho những người không ngại nguy hiểm tới cá nhân để đấu tranh cho quyền chính trị và dân sự của người khác được tôn trọng và bảo vệ. Giải thưởng là một tấm bằng danh dự và khoản tiền 50 ngàn euro được trao hàng năm vào tháng Tư để tưởng nhớ ngày mất của nhà hoạt động nhân quyền Martin Luther King Jr. Người nhận giải sẽ giữ tấm bằng danh dự, còn phần tiền sẽ được chuyển tới tổ chức của người đó để hỗ trợ các hoạt động của tổ chức bảo vệ nhân quyền này về lâu về dài.

### 2015
Giải thưởng Người bảo vệ nhân quyền 2015 được trao cho blogger Nguyễn Ngọc Như Quỳnh (Mẹ Nấm). Quỳnh là điều phối viên của Mạng lưới blogger Việt Nam và cô cũng được biết đến như là người sử dụng truyền thông xã hội để lên tiếng chống lại những bất công và những vi phạm nhân quyền tại Việt Nam.
Mẹ Nấm và đã công khai chỉ trích chính quyền Việt Nam vi phạm nhân quyền và tham nhũng. Cô bắt đầu viết blog năm 2006 khi cô đến thăm một bệnh viện và chứng kiến nhiều người nghèo trong nắng nóng, tuyệt vọng chờ đợi để điều trị, nhưng bị phớt lờ vì họ thiếu tiền để hối lộ các quan chức bệnh viện. Như Quỳnh cho biết động cơ viết blog của mình rất đơn giản: "Tôi không muốn con tôi phải đấu tranh và làm những gì tôi đang làm bây giờ."